# Crimmitschau
Crimmitschau (pronunciación en alemán: /ˈkʁɪmɪtʃaʊ̯/ⓘ) es un municipio situado en el distrito de Zwickau, en el estado federado de Sajonia (Alemania), a una altitud de 270 metros. Su población a finales de 2016 era de unos 19 000 habitantes y su densidad poblacional, 310 hab/km².